# Amstel Gold Race 2023
Amstel Gold Race 2023 var den 57:e upplagan av nederländska cykelloppet Amstel Gold Race. Tävlingen genomfördes den 16 april 2023 med start i Maastricht och målgång i Berg en Terblijt. Loppet var en del av UCI World Tour 2023 och vanns av slovenska Tadej Pogačar från stallet UAE Team Emirates.

## Deltagande lag
| WorldTeams (18)- AG2R Citroën Team - Alpecin-Deceuninck - Astana Qazaqstan Team - Bahrain Victorious - Bora-Hansgrohe - Cofidis - EF Education-EasyPost - Groupama-FDJ - Ineos Grenadiers - Intermarché-Circus-Wanty - Jumbo-Visma - Movistar Team - Soudal Quick-Step - Arkéa-Samsic - Team DSM - Team Jayco AlUla - Trek-Segafredo - UAE Team Emirates ProTeams (7)- Israel-Premier Tech - Lotto Dstny - Q36.5 Pro Cycling Team - Team Flanders-Baloise - TotalEnergies - Tudor Pro Cycling Team - Uno-X Pro Cycling Team |
| |

## Resultat
| \| Totaltävlingen \| Totaltävlingen \| Totaltävlingen \| Totaltävlingen \| Totaltävlingen \| \| Cyklist \| Cyklist \| Lag \| Tid \| \| \| -------------- \| ---------------------- \| ---------------------- \| -------------- \| -------------- \| \| 1. \| Tadej Pogačar \| UAE Team Emirates \| 6t 02' 02" \| \| \| 2. \| Ben Healy \| EF Education-EasyPost \| + 38" \| \| \| 3. \| Tom Pidcock \| Ineos Grenadiers \| + 2' 14" \| \| \| 4. \| Andreas Kron \| Lotto Dstny \| + 2' 14" \| \| \| 5. \| Alexej Lutsenko \| Astana Qazaqstan Team \| + 2' 14" \| \| \| 6. \| Andrea Bagioli \| Soudal Quick-Step \| + 3' 14" \| \| \| 7. \| Maxim Van Gils \| Lotto Dstny \| + 3' 14" \| \| \| 8. \| Mattias Skjelmose \| Trek-Segafredo \| + 3' 14" \| \| \| 9. \| Alexander Kamp Egested \| Tudor Pro Cycling Team \| + 3' 14" \| \| \| 10. \| Axel Zingle \| Cofidis \| + 3' 14" \| \| |                        |                        |            |
| |                        |                        |            |
| Källa: ProCyclingStats |                        |                        |            |
| Totaltävlingen |                        |                        |            |
| Cyklist | Cyklist                | Lag                    | Tid        |
| 1. | Tadej Pogačar          | UAE Team Emirates      | 6t 02' 02" |
| 2. | Ben Healy              | EF Education-EasyPost  | + 38"      |
| 3. | Tom Pidcock            | Ineos Grenadiers       | + 2' 14"   |
| 4. | Andreas Kron           | Lotto Dstny            | + 2' 14"   |
| 5. | Alexej Lutsenko        | Astana Qazaqstan Team  | + 2' 14"   |
| 6. | Andrea Bagioli         | Soudal Quick-Step      | + 3' 14"   |
| 7. | Maxim Van Gils         | Lotto Dstny            | + 3' 14"   |
| 8. | Mattias Skjelmose      | Trek-Segafredo         | + 3' 14"   |
| 9. | Alexander Kamp Egested | Tudor Pro Cycling Team | + 3' 14"   |
| 10. | Axel Zingle            | Cofidis                | + 3' 14"   |

## Startlista
| Ineos Grenadiers IGD | Ineos Grenadiers IGD     | Ineos Grenadiers IGD |
| -------------------- | ------------------------ | -------------------- |
| #                    | Cyklist                  | Placering            |
| 1                    | Michał Kwiatkowski (POL) | 72.                  |
| 2                    | Tom Pidcock (GBR)        | 3.                   |
| 3                    | Brandon Rivera (COL)     | DNF                  |
| 4                    | Kim Heiduk (GER)         | 69.                  |
| 5                    | Connor Swift (GBR)       | 67.                  |
| 6                    | Magnus Sheffield (USA)   | 46.                  |
| 7                    | Josh Tarling (GBR)       | DNF                  |

| AG2R Citroën Team ACT | AG2R Citroën Team ACT     | AG2R Citroën Team ACT |
| --------------------- | ------------------------- | --------------------- |
| #                     | Cyklist                   | Placering             |
| 11                    | Benoît Cosnefroy (FRA)    | 21.                   |
| 12                    | Michael Schär (SUI)       | DNF                   |
| 13                    | Mikaël Cherel (FRA)       | DNF                   |
| 14                    | Valentin Retailleau (FRA) | DNF                   |
| 15                    | Stan Dewulf (BEL)         | DNF                   |
| 16                    | Dorian Godon (FRA)        | DNF                   |
| 17                    | Greg Van Avermaet (BEL)   | 26.                   |

| Jumbo-Visma TJV | Jumbo-Visma TJV                | Jumbo-Visma TJV |
| --------------- | ------------------------------ | --------------- |
| #               | Cyklist                        | Placering       |
| 21              | Tiesj Benoot (BEL)             | 15.             |
| 22              | Lennard Hofstede (NED)         | DNF             |
| 23              | Gijs Leemreize (NED)           | DNF             |
| 24              | Sam Oomen (NED)                | 48.             |
| 25              | Attila Valter (HUN) (landsväg) | 30.             |
| 26              | Tosh Van der Sande (BEL)       | DNF             |
| 27              | Jos van Emden (NED)            | DNF             |

| Alpecin-Deceuninck ADC | Alpecin-Deceuninck ADC      | Alpecin-Deceuninck ADC |
| ---------------------- | --------------------------- | ---------------------- |
| #                      | Cyklist                     | Placering              |
| 31                     | Søren Kragh Andersen (DEN)  | 40.                    |
| 32                     | Fabio Van den Bossche (BEL) | DNF                    |
| 33                     | Xandro Meurisse (BEL)       | DNF                    |
| 34                     | Robert Stannard (AUS)       | 74.                    |
| 35                     | Jimmy Janssens (BEL)        | DNF                    |
| 36                     | Tobias Bayer (AUT)          | DNF                    |
| 37                     | Gianni Vermeersch (BEL)     | 14.                    |

| Bora-Hansgrohe BOH | Bora-Hansgrohe BOH           | Bora-Hansgrohe BOH |
| ------------------ | ---------------------------- | ------------------ |
| #                  | Cyklist                      | Placering          |
| 41                 | Jai Hindley (AUS)            | 12.                |
| 42                 | Patrick Gamper (AUT)         | DNF                |
| 43                 | Sergio Higuita (COL)         | DNF                |
| 44                 | Nils Politt (GER) (landsväg) | DNF                |
| 45                 | Luis-Joe Lührs (GER)         | DNF                |
| 46                 | Giovanni Aleotti (ITA)       | 51.                |
| 47                 | Ide Schelling (NED)          | 53.                |

| UAE Team Emirates UAD | UAE Team Emirates UAD                | UAE Team Emirates UAD |
| --------------------- | ------------------------------------ | --------------------- |
| #                     | Cyklist                              | Placering             |
| 51                    | Tadej Pogačar (SLO)                  | 1.                    |
| 52                    | Sjoerd Bax (NED)                     | DNF                   |
| 53                    | Felix Großschartner (AUT) (landsväg) | DNF                   |
| 54                    | Marc Hirschi (SUI)                   | 36.                   |
| 55                    | Rui Oliveira (POR)                   | DNF                   |
| 56                    | Ryan Gibbons (RSA)                   | DNF                   |
| 57                    | Matteo Trentin (ITA)                 | 52.                   |

| Intermarché-Circus-Wanty ICW | Intermarché-Circus-Wanty ICW | Intermarché-Circus-Wanty ICW |
| ---------------------------- | ---------------------------- | ---------------------------- |
| #                            | Cyklist                      | Placering                    |
| 61                           | Loïc Vliegen (BEL)           | DNF                          |
| 62                           | Lilian Calmejane (FRA)       | DNF                          |
| 63                           | Rui Costa (POR)              | 32.                          |
| 64                           | Dries De Pooter (BEL)        | DNF                          |
| 65                           | Lorenzo Rota (ITA)           | 61.                          |
| 66                           | Dion Smith (NZL)             | 50.                          |
| 67                           | Georg Zimmermann (GER)       | 49.                          |

| EF Education-EasyPost EFE | EF Education-EasyPost EFE   | EF Education-EasyPost EFE |
| ------------------------- | --------------------------- | ------------------------- |
| #                         | Cyklist                     | Placering                 |
| 71                        | Ben Healy (IRL)             | 2.                        |
| 72                        | Mikkel Frølich Honoré (DEN) | DNF                       |
| 73                        | Andrea Piccolo (ITA)        | 66.                       |
| 74                        | Neilson Powless (USA)       | DNF                       |
| 75                        | Sean Quinn (USA)            | DNF                       |
| 76                        | James Shaw (GBR)            | 70.                       |
| 77                        | Julius van den Berg (NED)   | DNF                       |

| Soudal Quick-Step SOQ | Soudal Quick-Step SOQ | Soudal Quick-Step SOQ |
| --------------------- | --------------------- | --------------------- |
| #                     | Cyklist               | Placering             |
| 81                    | Rémi Cavagna (FRA)    | 23.                   |
| 82                    | Dries Devenyns (BEL)  | DNF                   |
| 83                    | Jannik Steimle (GER)  | DNF                   |
| 84                    | Mauro Schmid (SUI)    | 37.                   |
| 85                    | Martin Svrček (SVK)   | DNF                   |
| 86                    | Stan Van Tricht (BEL) | 25.                   |
| 87                    | Andrea Bagioli (ITA)  | 6.                    |

| Trek-Segafredo TFS | Trek-Segafredo TFS      | Trek-Segafredo TFS |
| ------------------ | ----------------------- | ------------------ |
| #                  | Cyklist                 | Placering          |
| 91                 | Bauke Mollema (NED)     | 29.                |
| 92                 | Toms Skujiņš (LAT)      | 28.                |
| 93                 | Quinn Simmons (USA)     | DNF                |
| 94                 | Otto Vergaerde (BEL)    | DNF                |
| 95                 | Mattias Skjelmose (DEN) | 8.                 |
| 96                 | Markus Hoelgaard (NOR)  | DNF                |
| 97                 | Mathias Vacek (CZE)     | DNF                |

| Groupama-FDJ GFC | Groupama-FDJ GFC        | Groupama-FDJ GFC |
| ---------------- | ----------------------- | ---------------- |
| #                | Cyklist                 | Placering        |
| 101              | David Gaudu (FRA)       | DNF              |
| 102              | Lars van den Berg (NED) | 65.              |
| 103              | Valentin Madouas (FRA)  | 11.              |
| 104              | Kevin Geniets (LUX)     | 16.              |
| 105              | Romain Grégoire (FRA)   | DNF              |
| 106              | Quentin Pacher (FRA)    | DNF              |
| 107              | Rudy Molard (FRA)       | 62.              |

| Bahrain Victorious TBV | Bahrain Victorious TBV | Bahrain Victorious TBV |
| ---------------------- | ---------------------- | ---------------------- |
| #                      | Cyklist                | Placering              |
| 111                    | Matej Mohorič (SLO)    | 33.                    |
| 112                    | Filip Maciejuk (POL)   | DNF                    |
| 113                    | Jonathan Milan (ITA)   | DNF                    |
| 114                    | Matevž Govekar (SLO)   | DNF                    |
| 115                    | Fran Miholjević (CRO)  | DNF                    |
| 116                    | Nikias Arndt (GER)     | 57.                    |
| 117                    | Wout Poels (NED)       | 22.                    |

| Team DSM DSM | Team DSM DSM          | Team DSM DSM |
| ------------ | --------------------- | ------------ |
| #            | Cyklist               | Placering    |
| 121          | Martijn Tusveld (NED) | DNF          |
| 122          | Oscar Onley (GBR)     | DNF          |
| 123          | Romain Combaud (FRA)  | DNF          |
| 124          | Sean Flynn (GBR)      | DNF          |
| 125          | Leon Heinschke (GER)  | DNF          |
| 126          | Matthew Dinham (AUS)  | 27.          |
| 127          | Kevin Vermaerke (USA) | 44.          |

| Cofidis COF | Cofidis COF               | Cofidis COF |
| ----------- | ------------------------- | ----------- |
| #           | Cyklist                   | Placering   |
| 131         | Bryan Coquard (FRA)       | 55.         |
| 132         | Alexandre Delettre (FRA)  | DNF         |
| 133         | Axel Zingle (FRA)         | 10.         |
| 134         | Jonathan Lastra (ESP)     | DNF         |
| 135         | Pierre-Luc Périchon (FRA) | DNF         |
| 136         | Jelle Wallays (BEL)       | DNF         |
| 137         | André Carvalho (POR)      | DNF         |

| Movistar Team MOV | Movistar Team MOV        | Movistar Team MOV |
| ----------------- | ------------------------ | ----------------- |
| #                 | Cyklist                  | Placering         |
| 141               | Ruben Guerreiro (POR)    | 39.               |
| 142               | Alex Aranburu (ESP)      | 31.               |
| 143               | Jorge Arcas (ESP)        | DNF               |
| 144               | Gorka Izagirre (ESP)     | DNF               |
| 145               | Johan Jacobs (SUI)       | DNF               |
| 146               | Gonzalo Serrano (ESP)    | 41.               |
| 147               | José Joaquín Rojas (ESP) | 64.               |

| Astana Qazaqstan Team AST | Astana Qazaqstan Team AST | Astana Qazaqstan Team AST |
| ------------------------- | ------------------------- | ------------------------- |
| #                         | Cyklist                   | Placering                 |
| 151                       | Alexej Lutsenko (KAZ)     | 5.                        |
| 152                       | Christian Scaroni (ITA)   | DNF                       |
| 153                       | David de la Cruz (ESP)    | 34.                       |
| 154                       | Simone Velasco (ITA)      | 17.                       |
| 155                       | Samuele Battistella (ITA) | 54.                       |
| 156                       | Andrej Zejts (KAZ)        | DNS                       |
| 157                       | Gianni Moscon (ITA)       | DNF                       |

| Team Jayco AlUla JAY | Team Jayco AlUla JAY          | Team Jayco AlUla JAY |
| -------------------- | ----------------------------- | -------------------- |
| #                    | Cyklist                       | Placering            |
| 161                  | Luke Durbridge (AUS)          | DNF                  |
| 162                  | Jan Maas (NED)                | DNF                  |
| 163                  | Lawson Craddock (USA)         | DNF                  |
| 164                  | Alexandre Balmer (SUI)        | DNF                  |
| 165                  | Christopher Juul-Jensen (DEN) | 75.                  |
| 166                  | Matteo Sobrero (ITA)          | 38.                  |
| 167                  | Zdeněk Štybar (CZE)           | DNF                  |

| Arkéa-Samsic ARK | Arkéa-Samsic ARK          | Arkéa-Samsic ARK |
| ---------------- | ------------------------- | ---------------- |
| #                | Cyklist                   | Placering        |
| 171              | Warren Barguil (FRA)      | 35.              |
| 172              | Louis Barré (FRA)         | 47.              |
| 173              | Clément Champoussin (FRA) | DNF              |
| 174              | Anthony Delaplace (FRA)   | DNF              |
| 175              | Simon Guglielmi (FRA)     | 77.              |
| 176              | Łukasz Owsian (POL)       | 73.              |
| 177              | Mathis Le Berre (FRA)     | DNF              |

| Lotto Dstny LTD | Lotto Dstny LTD                   | Lotto Dstny LTD |
| --------------- | --------------------------------- | --------------- |
| #               | Cyklist                           | Placering       |
| 181             | Pascal Eenkhoorn (NED) (landsväg) | 18.             |
| 182             | Arjen Livyns (BEL)                | 71.             |
| 183             | Harry Sweeny (AUS)                | DNF             |
| 184             | Jarrad Drizners (AUS)             | DNF             |
| 185             | Andreas Kron (DEN)                | 4.              |
| 186             | Maxim Van Gils (BEL)              | 7.              |
| 187             | Rüdiger Selig (GER)               | DNF             |

| TotalEnergies TEN | TotalEnergies TEN        | TotalEnergies TEN |
| ----------------- | ------------------------ | ----------------- |
| #                 | Cyklist                  | Placering         |
| 191               | Fabien Grellier (FRA)    | DNF               |
| 192               | Mattéo Vercher (FRA)     | DNF               |
| 193               | Valentin Ferron (FRA)    | 13.               |
| 194               | Dries Van Gestel (BEL)   | DNF               |
| 195               | Mathieu Burgaudeau (FRA) | 19.               |
| 196               | Sandy Dujardin (FRA)     | 24.               |
| 197               | Thomas Bonnet (FRA)      | DNF               |

| Team Flanders-Baloise TFB | Team Flanders-Baloise TFB | Team Flanders-Baloise TFB |
| ------------------------- | ------------------------- | ------------------------- |
| #                         | Cyklist                   | Placering                 |
| 201                       | Jenno Berckmoes (BEL)     | 59.                       |
| 202                       | Kamiel Bonneu (BEL)       | 43.                       |
| 203                       | Vito Braet (BEL)          | DNF                       |
| 204                       | Alex Colman (BEL)         | DNF                       |
| 205                       | Sander De Pestel (BEL)    | DNF                       |
| 206                       | Elias Maris (BEL)         | 60.                       |
| 207                       | Ward Vanhoof (BEL)        | DNF                       |

| Q36.5 Pro Cycling Team Q36 | Q36.5 Pro Cycling Team Q36 | Q36.5 Pro Cycling Team Q36 |
| -------------------------- | -------------------------- | -------------------------- |
| #                          | Cyklist                    | Placering                  |
| 211                        | Tom Devriendt (BEL)        | DNF                        |
| 212                        | Walter Calzoni (ITA)       | DNF                        |
| 213                        | Tobias Ludvigsson (SWE)    | DNF                        |
| 214                        | Alessandro Fedeli (ITA)    | DNF                        |
| 215                        | Cyrus Monk (AUS)           | 58.                        |
| 216                        | Kamil Małecki (POL)        | DNF                        |
| 217                        | Nicolò Parisini (ITA)      | DNF                        |

| Uno-X Pro Cycling Team UXT | Uno-X Pro Cycling Team UXT       | Uno-X Pro Cycling Team UXT |
| -------------------------- | -------------------------------- | -------------------------- |
| #                          | Cyklist                          | Placering                  |
| 221                        | Fredrik Dversnes (NOR)           | 56.                        |
| 222                        | Martin Bugge Urianstad (NOR)     | DNF                        |
| 223                        | Anthon Charmig (DEN)             | DNF                        |
| 224                        | Anders Halland Johannessen (NOR) | DNF                        |
| 225                        | Tobias Halland Johannessen (NOR) | 76.                        |
| 226                        | Jacob Hindsgaul Madsen (DEN)     | DNF                        |
| 227                        | Jonas Gregaard (DEN)             | DNF                        |

| Israel-Premier Tech IPT | Israel-Premier Tech IPT | Israel-Premier Tech IPT |
| ----------------------- | ----------------------- | ----------------------- |
| #                       | Cyklist                 | Placering               |
| 231                     | Michael Woods (CAN)     | DNF                     |
| 232                     | Simon Clarke (AUS)      | 20.                     |
| 233                     | Hugo Houle (CAN)        | 68.                     |
| 234                     | Nick Schultz (AUS)      | DNF                     |
| 235                     | Corbin Strong (NZL)     | DNF                     |
| 236                     | Guillaume Boivin (CAN)  | DNF                     |
| 237                     | Daryl Impey (RSA)       | DNF                     |

| Tudor Pro Cycling Team TUD | Tudor Pro Cycling Team TUD              | Tudor Pro Cycling Team TUD |
| -------------------------- | --------------------------------------- | -------------------------- |
| #                          | Cyklist                                 | Placering                  |
| 241                        | Alexander Kamp Egested (DEN) (landsväg) | 9.                         |
| 242                        | Jacob Eriksson (SWE)                    | DNF                        |
| 243                        | Aloïs Charrin (FRA)                     | DNF                        |
| 244                        | Nils Brun (SUI)                         | 63.                        |
| 245                        | Arthur Kluckers (LUX)                   | 42.                        |
| 246                        | Miká Heming (GER)                       | DNF                        |
| 247                        | Lucas Eriksson (SWE) (landsväg)         | 45.                        |

| Ineos Grenadiers IGD | Ineos Grenadiers IGD     | Ineos Grenadiers IGD |
| -------------------- | ------------------------ | -------------------- |
| #                    | Cyklist                  | Placering            |
| 1                    | Michał Kwiatkowski (POL) | 72.                  |
| 2                    | Tom Pidcock (GBR)        | 3.                   |
| 3                    | Brandon Rivera (COL)     | DNF                  |
| 4                    | Kim Heiduk (GER)         | 69.                  |
| 5                    | Connor Swift (GBR)       | 67.                  |
| 6                    | Magnus Sheffield (USA)   | 46.                  |
| 7                    | Josh Tarling (GBR)       | DNF                  |

| AG2R Citroën Team ACT | AG2R Citroën Team ACT     | AG2R Citroën Team ACT |
| --------------------- | ------------------------- | --------------------- |
| #                     | Cyklist                   | Placering             |
| 11                    | Benoît Cosnefroy (FRA)    | 21.                   |
| 12                    | Michael Schär (SUI)       | DNF                   |
| 13                    | Mikaël Cherel (FRA)       | DNF                   |
| 14                    | Valentin Retailleau (FRA) | DNF                   |
| 15                    | Stan Dewulf (BEL)         | DNF                   |
| 16                    | Dorian Godon (FRA)        | DNF                   |
| 17                    | Greg Van Avermaet (BEL)   | 26.                   |

| Jumbo-Visma TJV | Jumbo-Visma TJV                | Jumbo-Visma TJV |
| --------------- | ------------------------------ | --------------- |
| #               | Cyklist                        | Placering       |
| 21              | Tiesj Benoot (BEL)             | 15.             |
| 22              | Lennard Hofstede (NED)         | DNF             |
| 23              | Gijs Leemreize (NED)           | DNF             |
| 24              | Sam Oomen (NED)                | 48.             |
| 25              | Attila Valter (HUN) (landsväg) | 30.             |
| 26              | Tosh Van der Sande (BEL)       | DNF             |
| 27              | Jos van Emden (NED)            | DNF             |

| Alpecin-Deceuninck ADC | Alpecin-Deceuninck ADC      | Alpecin-Deceuninck ADC |
| ---------------------- | --------------------------- | ---------------------- |
| #                      | Cyklist                     | Placering              |
| 31                     | Søren Kragh Andersen (DEN)  | 40.                    |
| 32                     | Fabio Van den Bossche (BEL) | DNF                    |
| 33                     | Xandro Meurisse (BEL)       | DNF                    |
| 34                     | Robert Stannard (AUS)       | 74.                    |
| 35                     | Jimmy Janssens (BEL)        | DNF                    |
| 36                     | Tobias Bayer (AUT)          | DNF                    |
| 37                     | Gianni Vermeersch (BEL)     | 14.                    |

| Bora-Hansgrohe BOH | Bora-Hansgrohe BOH           | Bora-Hansgrohe BOH |
| ------------------ | ---------------------------- | ------------------ |
| #                  | Cyklist                      | Placering          |
| 41                 | Jai Hindley (AUS)            | 12.                |
| 42                 | Patrick Gamper (AUT)         | DNF                |
| 43                 | Sergio Higuita (COL)         | DNF                |
| 44                 | Nils Politt (GER) (landsväg) | DNF                |
| 45                 | Luis-Joe Lührs (GER)         | DNF                |
| 46                 | Giovanni Aleotti (ITA)       | 51.                |
| 47                 | Ide Schelling (NED)          | 53.                |

| UAE Team Emirates UAD | UAE Team Emirates UAD                | UAE Team Emirates UAD |
| --------------------- | ------------------------------------ | --------------------- |
| #                     | Cyklist                              | Placering             |
| 51                    | Tadej Pogačar (SLO)                  | 1.                    |
| 52                    | Sjoerd Bax (NED)                     | DNF                   |
| 53                    | Felix Großschartner (AUT) (landsväg) | DNF                   |
| 54                    | Marc Hirschi (SUI)                   | 36.                   |
| 55                    | Rui Oliveira (POR)                   | DNF                   |
| 56                    | Ryan Gibbons (RSA)                   | DNF                   |
| 57                    | Matteo Trentin (ITA)                 | 52.                   |

| Intermarché-Circus-Wanty ICW | Intermarché-Circus-Wanty ICW | Intermarché-Circus-Wanty ICW |
| ---------------------------- | ---------------------------- | ---------------------------- |
| #                            | Cyklist                      | Placering                    |
| 61                           | Loïc Vliegen (BEL)           | DNF                          |
| 62                           | Lilian Calmejane (FRA)       | DNF                          |
| 63                           | Rui Costa (POR)              | 32.                          |
| 64                           | Dries De Pooter (BEL)        | DNF                          |
| 65                           | Lorenzo Rota (ITA)           | 61.                          |
| 66                           | Dion Smith (NZL)             | 50.                          |
| 67                           | Georg Zimmermann (GER)       | 49.                          |

| EF Education-EasyPost EFE | EF Education-EasyPost EFE   | EF Education-EasyPost EFE |
| ------------------------- | --------------------------- | ------------------------- |
| #                         | Cyklist                     | Placering                 |
| 71                        | Ben Healy (IRL)             | 2.                        |
| 72                        | Mikkel Frølich Honoré (DEN) | DNF                       |
| 73                        | Andrea Piccolo (ITA)        | 66.                       |
| 74                        | Neilson Powless (USA)       | DNF                       |
| 75                        | Sean Quinn (USA)            | DNF                       |
| 76                        | James Shaw (GBR)            | 70.                       |
| 77                        | Julius van den Berg (NED)   | DNF                       |

| Soudal Quick-Step SOQ | Soudal Quick-Step SOQ | Soudal Quick-Step SOQ |
| --------------------- | --------------------- | --------------------- |
| #                     | Cyklist               | Placering             |
| 81                    | Rémi Cavagna (FRA)    | 23.                   |
| 82                    | Dries Devenyns (BEL)  | DNF                   |
| 83                    | Jannik Steimle (GER)  | DNF                   |
| 84                    | Mauro Schmid (SUI)    | 37.                   |
| 85                    | Martin Svrček (SVK)   | DNF                   |
| 86                    | Stan Van Tricht (BEL) | 25.                   |
| 87                    | Andrea Bagioli (ITA)  | 6.                    |

| Trek-Segafredo TFS | Trek-Segafredo TFS      | Trek-Segafredo TFS |
| ------------------ | ----------------------- | ------------------ |
| #                  | Cyklist                 | Placering          |
| 91                 | Bauke Mollema (NED)     | 29.                |
| 92                 | Toms Skujiņš (LAT)      | 28.                |
| 93                 | Quinn Simmons (USA)     | DNF                |
| 94                 | Otto Vergaerde (BEL)    | DNF                |
| 95                 | Mattias Skjelmose (DEN) | 8.                 |
| 96                 | Markus Hoelgaard (NOR)  | DNF                |
| 97                 | Mathias Vacek (CZE)     | DNF                |

| Groupama-FDJ GFC | Groupama-FDJ GFC        | Groupama-FDJ GFC |
| ---------------- | ----------------------- | ---------------- |
| #                | Cyklist                 | Placering        |
| 101              | David Gaudu (FRA)       | DNF              |
| 102              | Lars van den Berg (NED) | 65.              |
| 103              | Valentin Madouas (FRA)  | 11.              |
| 104              | Kevin Geniets (LUX)     | 16.              |
| 105              | Romain Grégoire (FRA)   | DNF              |
| 106              | Quentin Pacher (FRA)    | DNF              |
| 107              | Rudy Molard (FRA)       | 62.              |

| Bahrain Victorious TBV | Bahrain Victorious TBV | Bahrain Victorious TBV |
| ---------------------- | ---------------------- | ---------------------- |
| #                      | Cyklist                | Placering              |
| 111                    | Matej Mohorič (SLO)    | 33.                    |
| 112                    | Filip Maciejuk (POL)   | DNF                    |
| 113                    | Jonathan Milan (ITA)   | DNF                    |
| 114                    | Matevž Govekar (SLO)   | DNF                    |
| 115                    | Fran Miholjević (CRO)  | DNF                    |
| 116                    | Nikias Arndt (GER)     | 57.                    |
| 117                    | Wout Poels (NED)       | 22.                    |

| Team DSM DSM | Team DSM DSM          | Team DSM DSM |
| ------------ | --------------------- | ------------ |
| #            | Cyklist               | Placering    |
| 121          | Martijn Tusveld (NED) | DNF          |
| 122          | Oscar Onley (GBR)     | DNF          |
| 123          | Romain Combaud (FRA)  | DNF          |
| 124          | Sean Flynn (GBR)      | DNF          |
| 125          | Leon Heinschke (GER)  | DNF          |
| 126          | Matthew Dinham (AUS)  | 27.          |
| 127          | Kevin Vermaerke (USA) | 44.          |

| Cofidis COF | Cofidis COF               | Cofidis COF |
| ----------- | ------------------------- | ----------- |
| #           | Cyklist                   | Placering   |
| 131         | Bryan Coquard (FRA)       | 55.         |
| 132         | Alexandre Delettre (FRA)  | DNF         |
| 133         | Axel Zingle (FRA)         | 10.         |
| 134         | Jonathan Lastra (ESP)     | DNF         |
| 135         | Pierre-Luc Périchon (FRA) | DNF         |
| 136         | Jelle Wallays (BEL)       | DNF         |
| 137         | André Carvalho (POR)      | DNF         |

| Movistar Team MOV | Movistar Team MOV        | Movistar Team MOV |
| ----------------- | ------------------------ | ----------------- |
| #                 | Cyklist                  | Placering         |
| 141               | Ruben Guerreiro (POR)    | 39.               |
| 142               | Alex Aranburu (ESP)      | 31.               |
| 143               | Jorge Arcas (ESP)        | DNF               |
| 144               | Gorka Izagirre (ESP)     | DNF               |
| 145               | Johan Jacobs (SUI)       | DNF               |
| 146               | Gonzalo Serrano (ESP)    | 41.               |
| 147               | José Joaquín Rojas (ESP) | 64.               |

| Astana Qazaqstan Team AST | Astana Qazaqstan Team AST | Astana Qazaqstan Team AST |
| ------------------------- | ------------------------- | ------------------------- |
| #                         | Cyklist                   | Placering                 |
| 151                       | Alexej Lutsenko (KAZ)     | 5.                        |
| 152                       | Christian Scaroni (ITA)   | DNF                       |
| 153                       | David de la Cruz (ESP)    | 34.                       |
| 154                       | Simone Velasco (ITA)      | 17.                       |
| 155                       | Samuele Battistella (ITA) | 54.                       |
| 156                       | Andrej Zejts (KAZ)        | DNS                       |
| 157                       | Gianni Moscon (ITA)       | DNF                       |

| Team Jayco AlUla JAY | Team Jayco AlUla JAY          | Team Jayco AlUla JAY |
| -------------------- | ----------------------------- | -------------------- |
| #                    | Cyklist                       | Placering            |
| 161                  | Luke Durbridge (AUS)          | DNF                  |
| 162                  | Jan Maas (NED)                | DNF                  |
| 163                  | Lawson Craddock (USA)         | DNF                  |
| 164                  | Alexandre Balmer (SUI)        | DNF                  |
| 165                  | Christopher Juul-Jensen (DEN) | 75.                  |
| 166                  | Matteo Sobrero (ITA)          | 38.                  |
| 167                  | Zdeněk Štybar (CZE)           | DNF                  |

| Arkéa-Samsic ARK | Arkéa-Samsic ARK          | Arkéa-Samsic ARK |
| ---------------- | ------------------------- | ---------------- |
| #                | Cyklist                   | Placering        |
| 171              | Warren Barguil (FRA)      | 35.              |
| 172              | Louis Barré (FRA)         | 47.              |
| 173              | Clément Champoussin (FRA) | DNF              |
| 174              | Anthony Delaplace (FRA)   | DNF              |
| 175              | Simon Guglielmi (FRA)     | 77.              |
| 176              | Łukasz Owsian (POL)       | 73.              |
| 177              | Mathis Le Berre (FRA)     | DNF              |

| Lotto Dstny LTD | Lotto Dstny LTD                   | Lotto Dstny LTD |
| --------------- | --------------------------------- | --------------- |
| #               | Cyklist                           | Placering       |
| 181             | Pascal Eenkhoorn (NED) (landsväg) | 18.             |
| 182             | Arjen Livyns (BEL)                | 71.             |
| 183             | Harry Sweeny (AUS)                | DNF             |
| 184             | Jarrad Drizners (AUS)             | DNF             |
| 185             | Andreas Kron (DEN)                | 4.              |
| 186             | Maxim Van Gils (BEL)              | 7.              |
| 187             | Rüdiger Selig (GER)               | DNF             |

| TotalEnergies TEN | TotalEnergies TEN        | TotalEnergies TEN |
| ----------------- | ------------------------ | ----------------- |
| #                 | Cyklist                  | Placering         |
| 191               | Fabien Grellier (FRA)    | DNF               |
| 192               | Mattéo Vercher (FRA)     | DNF               |
| 193               | Valentin Ferron (FRA)    | 13.               |
| 194               | Dries Van Gestel (BEL)   | DNF               |
| 195               | Mathieu Burgaudeau (FRA) | 19.               |
| 196               | Sandy Dujardin (FRA)     | 24.               |
| 197               | Thomas Bonnet (FRA)      | DNF               |

| Team Flanders-Baloise TFB | Team Flanders-Baloise TFB | Team Flanders-Baloise TFB |
| ------------------------- | ------------------------- | ------------------------- |
| #                         | Cyklist                   | Placering                 |
| 201                       | Jenno Berckmoes (BEL)     | 59.                       |
| 202                       | Kamiel Bonneu (BEL)       | 43.                       |
| 203                       | Vito Braet (BEL)          | DNF                       |
| 204                       | Alex Colman (BEL)         | DNF                       |
| 205                       | Sander De Pestel (BEL)    | DNF                       |
| 206                       | Elias Maris (BEL)         | 60.                       |
| 207                       | Ward Vanhoof (BEL)        | DNF                       |

| Q36.5 Pro Cycling Team Q36 | Q36.5 Pro Cycling Team Q36 | Q36.5 Pro Cycling Team Q36 |
| -------------------------- | -------------------------- | -------------------------- |
| #                          | Cyklist                    | Placering                  |
| 211                        | Tom Devriendt (BEL)        | DNF                        |
| 212                        | Walter Calzoni (ITA)       | DNF                        |
| 213                        | Tobias Ludvigsson (SWE)    | DNF                        |
| 214                        | Alessandro Fedeli (ITA)    | DNF                        |
| 215                        | Cyrus Monk (AUS)           | 58.                        |
| 216                        | Kamil Małecki (POL)        | DNF                        |
| 217                        | Nicolò Parisini (ITA)      | DNF                        |

| Uno-X Pro Cycling Team UXT | Uno-X Pro Cycling Team UXT       | Uno-X Pro Cycling Team UXT |
| -------------------------- | -------------------------------- | -------------------------- |
| #                          | Cyklist                          | Placering                  |
| 221                        | Fredrik Dversnes (NOR)           | 56.                        |
| 222                        | Martin Bugge Urianstad (NOR)     | DNF                        |
| 223                        | Anthon Charmig (DEN)             | DNF                        |
| 224                        | Anders Halland Johannessen (NOR) | DNF                        |
| 225                        | Tobias Halland Johannessen (NOR) | 76.                        |
| 226                        | Jacob Hindsgaul Madsen (DEN)     | DNF                        |
| 227                        | Jonas Gregaard (DEN)             | DNF                        |

| Israel-Premier Tech IPT | Israel-Premier Tech IPT | Israel-Premier Tech IPT |
| ----------------------- | ----------------------- | ----------------------- |
| #                       | Cyklist                 | Placering               |
| 231                     | Michael Woods (CAN)     | DNF                     |
| 232                     | Simon Clarke (AUS)      | 20.                     |
| 233                     | Hugo Houle (CAN)        | 68.                     |
| 234                     | Nick Schultz (AUS)      | DNF                     |
| 235                     | Corbin Strong (NZL)     | DNF                     |
| 236                     | Guillaume Boivin (CAN)  | DNF                     |
| 237                     | Daryl Impey (RSA)       | DNF                     |

| Tudor Pro Cycling Team TUD | Tudor Pro Cycling Team TUD              | Tudor Pro Cycling Team TUD |
| -------------------------- | --------------------------------------- | -------------------------- |
| #                          | Cyklist                                 | Placering                  |
| 241                        | Alexander Kamp Egested (DEN) (landsväg) | 9.                         |
| 242                        | Jacob Eriksson (SWE)                    | DNF                        |
| 243                        | Aloïs Charrin (FRA)                     | DNF                        |
| 244                        | Nils Brun (SUI)                         | 63.                        |
| 245                        | Arthur Kluckers (LUX)                   | 42.                        |
| 246                        | Miká Heming (GER)                       | DNF                        |
| 247                        | Lucas Eriksson (SWE) (landsväg)         | 45.                        |